# Berthelsdorf
Berthelsdorf (hornolužickosrbsky Batromjecy) je vesnice, místní část města Herrnhut v Horní Lužici v německé spolkové zemi Sasko. Nachází se v zemském okrese Zhořelec a má přibližně 1 100 obyvatel.

## Historie
Ve středověku bývala lénem severočeského panství Grabštejn patřícím purkrabím z Donína. Leží poblíž hranic s Českou republikou u Ochranova. Ten vznikl v roce 1722, kdy Mikuláš Ludvík hrabě z Zinzendorfu a Pottendorfu koupil Berthelsdorf od své babičky a podobně jako ona poskytl na svém panství azyl protestantům z Moravy. V návaznosti na to v berthelsdorfském kostele došlo 13. srpna 1727 k založení Obnovené jednoty bratrské.
S účinností od 1. ledna 2013 se Berthelsdrof stal částí města Herrnhut.